# Kajika
Kajika (jap. カジカ) ist ein Manga-Einzelband von Akira Toriyama. In Japan erschien er im Januar 1999 im Shūeisha-Verlag, in Deutschland im Juni 2001 bei Carlsen Comics. Er wurde in vier weitere Sprachen übersetzt. Der Comedy- und Abenteuer-Manga ist der Gattung Shōnen zuzuordnen, er richtet sich also an ein junges, männliches Publikum.

## Handlung
Kajika, ein junger Kampfkunst-Experte, steht unter dem Einfluss eines Fluchs, weil er einen Fuchs getötet hat. Um sich davon zu befreien, muss er tausend Leben retten. Seinen Weg kreuzt Haya, ein junges Mädchen, das versucht einem gnadenlosen Milliardär zu entkommen.

## Charaktere
KajikaVor fünf Jahren hat Kajika einen Fuchs getötet. Weil dieser ihn daraufhin verfluchte, muss Kajika 1000 Leben retten, um den Fluch aufzuheben. Bis es so weit ist, muss er mit Fuchsohren und -schwanz herumlaufen, weswegen er aus seinem Stamm, dem Kawa-Stamm, verstoßen wurde. Außerdem verliert er während dieser Zeit einen Großteil seiner (für den Kawa-Stamm normalen) übermenschlichen Kraft, kann dafür aber besser hören und riechen.
GigiGigi ist der Fuchs, den Kajika getötet hat. Bis Kajika den Fluch aufgehoben hat, muss Gigi als kaulquappenartiger Geist neben ihm her fliegen und überwachen, dass er wirklich 1000 Leben rettet.
HayaHaya ist eine Meisterdiebin, die es sich zur Aufgabe gemacht hat, das letzte Drachenei vor bösen Menschen wie Kibachi zu retten. Nachdem sie es von Kibachi gestohlen hat, versucht sie jetzt, es in Sicherheit zu bringen.
KibachiKibachi ist ein brutaler Milliardär, der das letzte Drachenei um jeden Preis an sich reißen will. Er will es ausbrüten und das Blut des Babydrachen trinken, um gigantische Kräfte und damit die Weltherrschaft zu erlangen. Als Haya ihm das Ei gestohlen hat, setzt er einen Profi-Killer auf sie an.
IsazaIsaza ist neben Kajika der letzte Überlebende der Kawa-Sippe. Da er, genau wie Kajika, aus dem Stamm ausgeschlossen wurde, überlebte er den Vulkanausbruch, bei dem der gesamte Kawa-Stamm ums Leben kam. Jetzt verdient er sein Geld als Profi-Killer. Sein aktueller Auftrag ist, Haya zu töten und Kibachi das Drachenei zu bringen.
DonkoDonko behauptet zu Recht, der schnellste Mensch der Welt zu sein. Seine enorme Geschwindigkeit nutzt er vor allem, um für Geld andere Leute auszuspionieren. Diesen Dienst bietet er auch abwechselnd Kajika und Isaza an.